# Justicia asclepiadea
Justicia asclepiadea là một loài thực vật có hoa trong họ Ô rô. Loài này được (Nees) Wassh. & C. Ezcurra mô tả khoa học đầu tiên năm 1997.